# La Réponse du destin

La Réponse du destin est un film français muet, réalisé par André Hugon, sorti en 1926.

## Fiche technique
- Titre : La Réponse du destin
- Réalisation : André Hugon
- Scénario : José María Carretero d’après son œuvre
- Photographie : Jean Bachelet et Alphonse Gibory
- Société de production : Films André Hugon
- Format : Noir et blanc - Muet - 1,33:1 - 35 mm
- Date de sortie : 
  - France : 20 septembre 1926

## Distribution
- Colette Darfeuil
- Camille Bert
- René Navarre
- Alexiane
- Jaime Devesa
- José Durany
- Alexis Ghasne